# Polynemus kapuasensis
Polynemus kapuasensis és una espècie de peix d'aigua dolça pertanyent a la família dels polinèmids. Va ser descrit per Hiroyuki Motomura i Martien J.P. van Oijen el 2003.

## Descripció
- Pot arribar a fer 17 cm de llargària màxima.[2][3]

## Hàbitat
És un peix d'aigua dolça, demersal i de clima tropical.

## Distribució geogràfica
Es troba a la conca del riu Kapuas a l'oest de Borneo a l'estat d'Indonèsia).

## Observacions
És inofensiu per als humans i important com a aliment al llarg del riu Kapuas.